# Luiz Perillo
Luiz Perillo (Goiás — Itaberaí, 1945) foi um político brasileiro e deputado estadual de Goiás.

## Biografia
Foi deputado estadual pelo estado de Goiás em dois mandatos, pela 8ª legislatura entre os anos de 1915 e 1919 e pela 9ª legislatura entre os anos de 1921 e 1924.
Também assumiu o cargo de juiz municipal em Itaberaí, Goiás, no ano de 1924 e membro do conselho consultivo da câmara municipal do mesmo município por duas vezes, entre os anos de 1911 a 1915 e entre 1919 a 1922.
Seus pais foram Francisco Perillo e Emília Maria Félix. Casou-se com Auristela Silva Perillo e deste relacionamento tornou-se avô do cantor Fernando Perillo. Casou-se com Deolina Ferreira Perillo, e deste relacionamento tornou-se avô do governador de Goiás Marconi Perillo.